# ミゼットフィルム

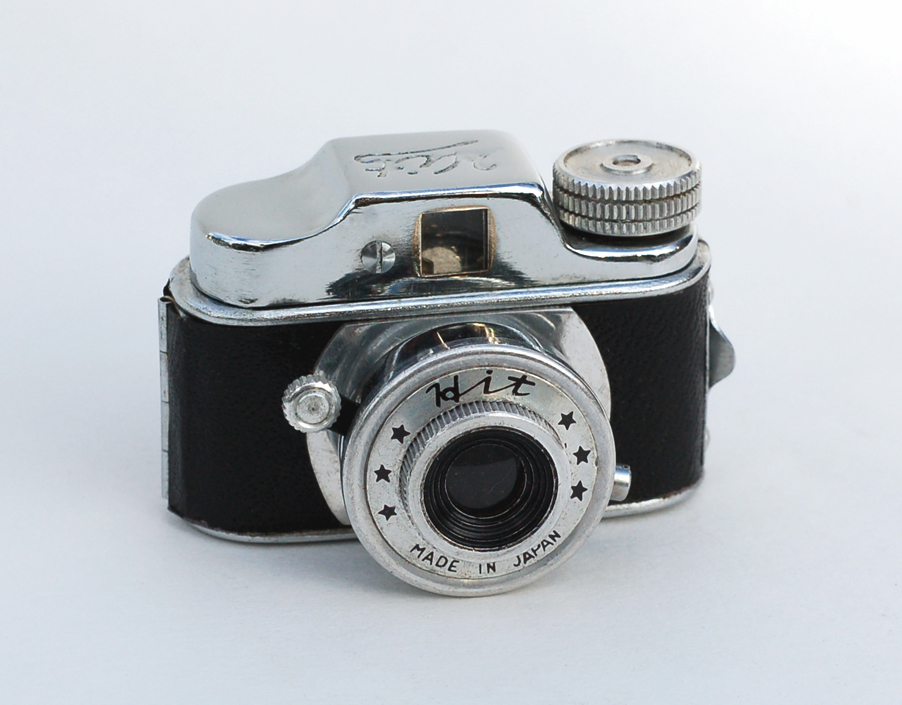
ミゼットフィルム用写真機ヒット（東郷堂、1950年代）。

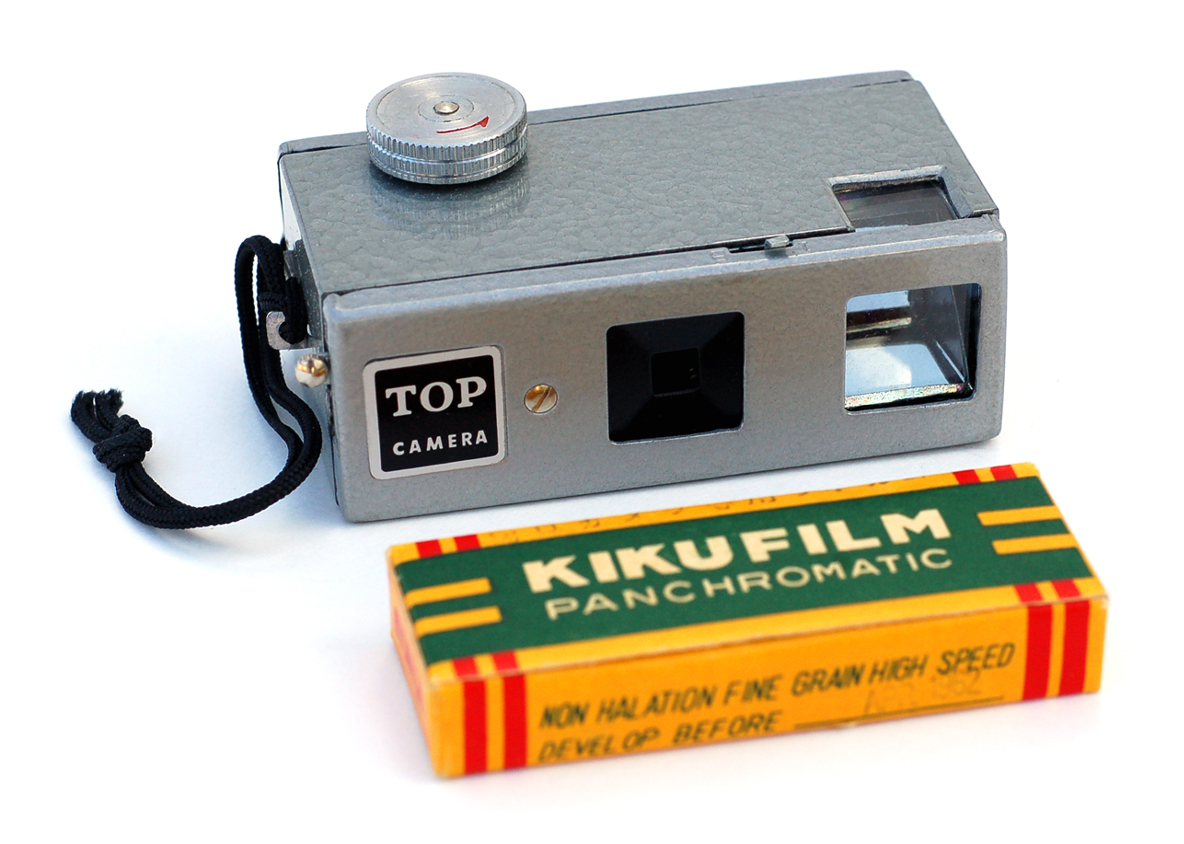
ミゼットフィルム用写真機トップ（丸惣、1960年代）とミゼットフィルムキクフィルム（森田商会）。

ミゼットフィルム（Midget Film ）は、スチル写真用のフィルムの規格であり、和製英語である。ミゼット判フィルム（ミゼットばんフィルム）とも呼ぶ。コダックはミゼットフィルムを製造販売しなかったので、ロールフィルム番号は存在しない。日本の企業美篶商会（のちの美スズ産業、2004年解散）が、1937年（昭和12年）に製造販売を開始した写真機ミゼットとともに発表した規格である。その後、おもに日本で発展し、海外にも輸出された。

## 概要
ミゼットフィルムは、「135フィルム」（35mmフィルム）の半分の幅をもつ17.5mmフィルムを使用し、「120フィルム」および「220フィルム」といったフィルム同様に、裏紙があってパーフォレーションの穴がないロールフィルムである。画面サイズは「14×14mm判」、正方形の画面である。
フィルムの生産が終了以降、「ミゼットフィルム」用の写真機を使用する場合には、裏紙とスプールを用意してパーフォレーション穴の開いていない長尺の「135フィルム」を半裁して巻きなおすか、裏紙つきの「120フィルム」を裁断してスプールに巻きなおす等の手法が試みられている。

## 略歴
映画黎明期であった19世紀末から小型映画用のフィルムとして使用されてきた「17.5mmフィルム」の写真機への利用は、1910年代に上田写真機店が発表した「モーメント時計カメラ」が先行しており、画面サイズは「15×22mm判」であり、「ミゼットフィルム」よりは画面が大きかった。
「ミゼットフィルム」は、美篶商会が1937年（昭和12年）春に製造販売を開始した写真機「ミゼット」とともに発表した規格である。「世界一最小カメラ」と銘打った「ミゼット」は爆発的にヒットし、三和商会がその2年後の1939年（昭和14年）には、「マイクロ」を発売して、競合となった。
1945年（昭和20年）の第二次世界大戦終了後、連合国軍占領下の日本では、東郷堂の「ヒット」（1950年発売）を始めとして、たくさんの類似品が製造販売された。くわしい資料がなく不明な点も多いが、Made in Occupied Japan と刻印された製品が多く、1950年前後、1952年（昭和27年）の日本の主権回復以前に発売されたものと推定されている。
森田商会の「キク16」（1956年発売）、東郷堂の「トヨカ16」（1950年代）のように、「16mmフィルム」使用を思わせる写真機が散見されるが、これらも「17.5mmフィルム」を使用するいわゆる『豆カメラ（日本での愛称）』である。なお、豆カメラは手のひらにのるほどの極小カメラのことを指し、海外では「サブミニチュアカメラ、ミニチュアカメラ、スパイカメラ」と呼ばれている。日本で初めての豆カメラは、1937年に美篶商会から発売された「ミゼット」であった。続いて1938年にアース光学の「グッチー」、1939年に三和商会の「マイクロ」と続き、この3機種が戦前の3大豆カメラと呼ばれた。ただしアース光学の「グッチー」は、「20mmフィルム・18×18mm判」で、ミゼットフィルムとはまた別の規格である。
写真機は、丸惣が1965年（昭和40年）に発売した「トップ」シリーズが最後の新製品シリーズである。
フィルムは、美篶商会の「ミゼットパン」が1970年代まで製造販売していた。さらに、2016年1月、川崎の田中商会（2016年11月に茨城県ひたちなか市に移転）がフィルム部品などを当時のものを参考に再設計し製造を再開、フィルムが再び入手できるようになったが、2018年に廃業とともにフィルムの生産を終了した。よって、田中商会の2016年発売「ミゼット判フィルム」シリーズが最後の新シリーズである。

## おもなフィルム製品
いずれも全て生産終了品である。
- ミゼットクロームフィルム（1937年発売） - 白黒ネガフィルム、オルソクロマティック（英語版）、10枚撮、美篶商会
- ミゼットパンクロフィルム（1937年発売） - 白黒ネガフィルム、パンクロマティック（英語版）、10枚撮、美篶商会
- マイクロクロームフィルム（1940年発売） - 白黒ネガフィルム、オルソクロマティック、10枚撮、三和商会
- マイクロパンクロフィルム（1940年発売） - 白黒ネガフィルム、パンクロマティック、10枚撮、三和商会
- みのりパンクロフィルム（1945年以降発売） - 白黒ネガフィルム、パンクロマティック、10枚撮、三和商会
- さくらパンクロフィルム（1945年以降発売） - 白黒ネガフィルム、パンクロマティック、10枚撮、三和商会
- キクフィルム（1950年代発売） - 白黒ネガフィルム、パンクロマティック、10枚撮、森田商会
- マイティパンクロフィルム（1950年代発売） - 白黒ネガフィルム、パンクロマティック、10枚撮、東興写真
- ミゼット判フィルム Black&White PAN SS（2016年発売2018年販売終了） - 白黒ネガフィルム、パンクロマティック、ISO感度100、10枚撮、田中商会
- ミゼット判フィルム カラー100（2016年発売2018年販売終了） - カラーネガフィルム、ISO感度100、10枚撮、田中商会

## おもな写真機
いずれも生産終了品である。

### 美篶商会
- ミゼット（1937年発売） - オリジナル版、通称「ミゼットジローナ1」
- ニューミゼット（1939年発売） - 通称「ミゼットジローナ1a」「ミゼットジローナ1b」
- ニューミゼットII型（1943年発売） - 通称「ミゼットジローナ2」
- ニューミゼットIII型（1951年発売） - 通称「ミゼットジローナ2a」

### 三和商会
- マイクロ（1939年発売） - 秋田製作所オリジナル版
- 新型マイクロ（1944年発売）
- マイクロ新型（1947年発売）
- マイクロI（1947年発売）
- マイクロII型（1950年発売）
- マイクロIIIA型（1953年発売）

### 富士光
- ライラビット（1940年前後発売）
- コメックス（1950年前後発売）
- ニッコーベビー（1950年代発売） - 「コメックス」のリネーム品

### 富士写真工業社
- 富士コゼット（1944年発売）

### 太陽堂
- メテオール（1948年発売）
- ベストカム（1949年発売）
- エポック（1950年前後発売） - 「ベストカム」のリネーム品
- ビユティー16（1949年発売） - 「メテオール」の改良型

### 京都精機
- ラブリー（1948年発売）

### 柏精工
- コロナ（1940年代発売） - K.S.K.銘
- ブロンディー（1949年発売）
- コロナックス（1950年代発売）

### 昭和光学精機
- ジェムフレックス（1949年発売） - 擬似二眼レフ

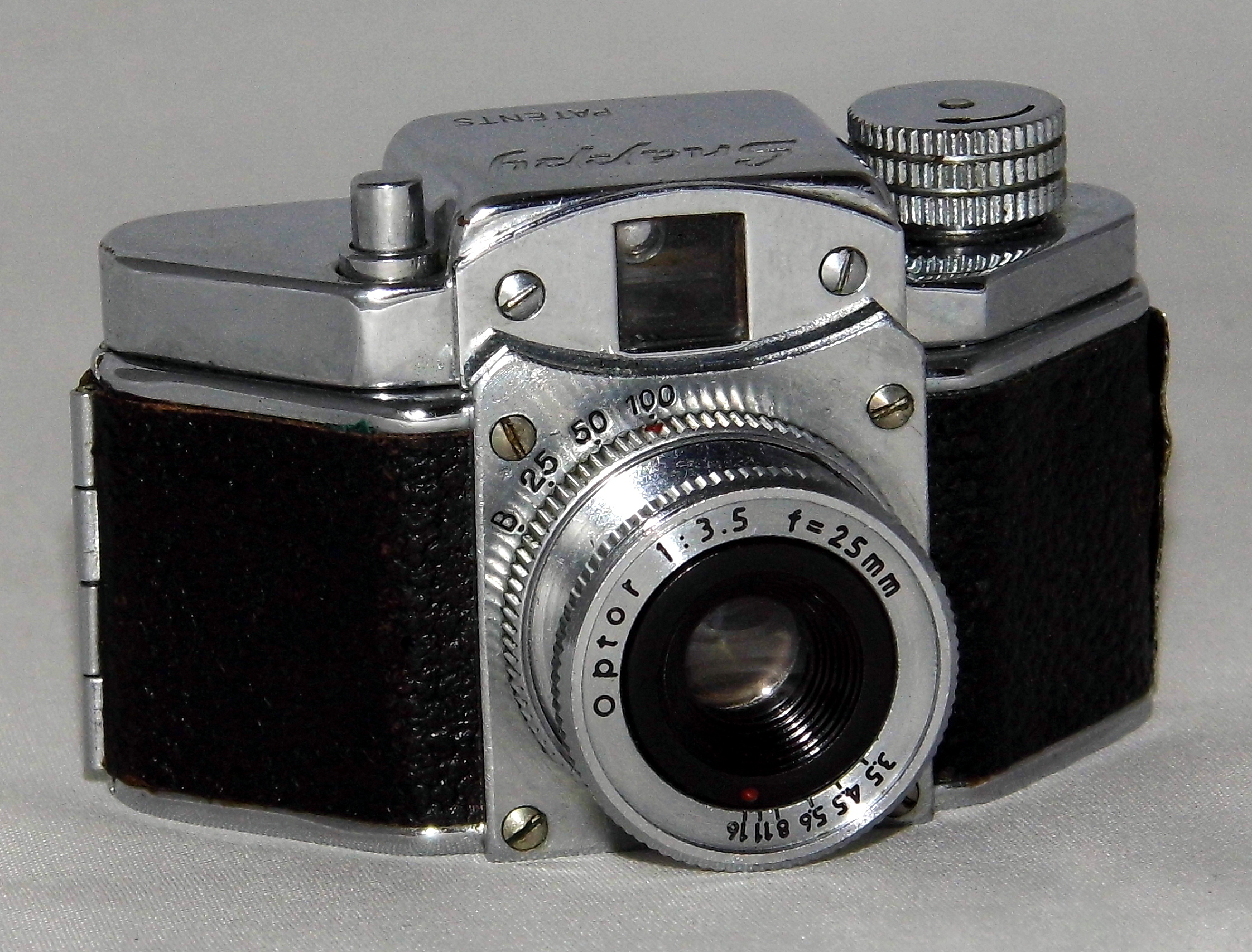
ミゼットフィルム用写真機 スナッピー（小西六、1949年）。

### 小西六
小西六はのちのコニカを経て現在のコニカミノルタホールディングスである。
- スナッピー（1949年発売）

### 菅谷光機
- ホープ（1949年発売）
- ミラクル（1950年発売） - 「ホープ」の北米向けモデル
- ルビナ
- ルビックス

### 三光
- ベビーフレックス（1940年代後半から1950年代前半頃発売） - 擬似二眼レフ

### 志村精機
- マスコット（1950年前後発売） - 愛宕通英設計

### 岡田光学精機
岡田光学精機、のちの第一光学が製造販売した写真機。
- コルト（1950年前後発売）

### 東興写真
- マイティ（1950年前後発売）

### ミニカOL
- ミニ（1950年前後発売）

### 東京精機
東京精機はかつての本鳥写真機械工業所、のちのコンドルカメラである。
- ニューロケット（1950年前後発売）

### 塚田商事
- タッカー（1950年前後発売）

### 東洋光機
- トーン（1950年前後発売）

### 銀鈴
- ベスタ（1950年前後発売）

### 東郷堂
- ヒット（1950年発売） - オリジナル版（多数の類似品が発売された）
- ベビーマックス（1950年代発売） - 「ヒット」のリネーム品
- バルルックス（1950年代発売） - 「ヒット」のリネーム品
- トヨカ16（1950年代発売）
- キュート（1950年代発売）
- ヒットII（1950年代発売） - 「トヨカ16」とボディ部が共通
- スイート16（1950年代後半発売） - 変形「14×18mm判」説、「14×20mm判」説あり
- トヨカエース（1960年代発売）
- アロー（1960年代発売）
- ホビー16（1960年代発売） - 「トヨカエース」のリネーム品
- ホーマー16（1960年代発売） - 「トヨカエース」のリネーム品
- プリンスルビー（1960年代発売） - 「トヨカエース」のリネーム品

### 森田商会
- サイカ（1950年代発売）
- キク16（1956年発売）
- キク16II型（1957年発売）
- ジェム16モデルII（1950年代発売） - 「キク16II型」の北米向けモデル
- ハルマット（1950年代発売）

### ミカド商会
- ベビーコロン（1950年代発売）

### 柏原
- ホーマー1号（1960年代発売）
- ペティート（1950年代発売） - 「ホーマー1号」のリネーム品

### 江崎グリコ
- グリコライターカメラ（1950年～60年頃発売） - いわゆるスパイカメラ

### 丸惣
- トップ（1965年発売）
- トップII型（1960年代発売）
- スパイ14（1960年代発売） - 「トップII型」のキット版

### 製造元不明
- ゼニックス（1950年前後発売）
- ガンマ（1950年前後発売）
- サン（1950年前後発売）
- サンB（1950年前後発売） - S.N.K.銘
- サン16（1950年前後発売） - M.R.S.銘
- ピース（1950年前後発売） - R.K.銘
- ピースIII型（1950年前後発売） - R.K.銘
- ミッキー（1950年前後発売） - R.K.銘
- ビスタ（1950年前後発売） - H.N.S.銘
- ショーリフレックス（1950年前後発売） - N.D.N.銘、擬似二眼レフ
- ショーリフレックス（1950年前後発売） - S.R.N.銘、擬似二眼レフ
- ピースベビーフレックス（1950年前後発売） - M.S.N.銘、擬似二眼レフ
- ピースベビーフレックス（1950年前後発売） - S.P.S.銘、擬似二眼レフ
- ピーススモールレフ（1950年前後発売） - S.P.S.銘、擬似二眼レフ
- ベル14（1960年前後発売）
- シング88（1960年前後発売） - 「ベル14」に類似、香港製
- ハニー（1960年代発売） - MASCOT CAMERA JAPAN 銘
- プリンス16-A（1960年代発売） - 変形14×16mm判
- コロネット ミゼット（1960年代発売） - MADE IN ENGLAND
- PETIE（1960年代発売） - MADE IN WESTERN GERMANY